# Kasteel van Armentières-sur-Ourcq
Het Kasteel van Armentières (Frans: Château d'Armentières) is een kasteel in de Franse gemeente Armentières-sur-Ourcq. Het kasteel is een beschermd historisch monument sinds 1921.